# 王鐵成
王铁成（1936年8月9日—2024年6月21日），原名王铁城，中国大陆男演员，饰演周恩来的特型演员，中国共产党党员、中国民主同盟盟员，中国人民政治协商会议第八、九、十届委员，享受国务院政府特殊津贴专家，曾任中国残疾人联合会副主席、中国红十字会常务理事。

## 生平
生於北京，小學時曾與李敖為同班同學。十一歲開始學習京劇，1957年考進中央戲劇學院，1961年進入中國兒童藝術劇院工作。文化大革命期間被下放到河北寶坻。
1977年在話劇《轉折》中首次扮演周恩來，從此主要從事周恩來特型演員工作。先後在話劇《報童》，電影《大河奔流》、《李四光》、《西安事變》、《風雨下鍾山》等作品中扮演周恩來。
1991年，主演丁蔭楠執導的電影《周恩來》，獲得1992年金雞獎、百花獎最佳男主角，為生涯代表作。但也因其周恩來扮相過於著名，難以演出其他角色。2003年主演《周恩來萬隆之行》後退出影壇。
2024年6月21日22时22分在北京逝世。

## 家庭
1967年與閻莉莉（《五月的鲜花》曲作者阎述诗的女儿）結婚，1970年生下獨子王蔚平，其罹患先天性痴呆。1996年王蔚平在上海國際奧林匹克特殊智力殘疾人運動會上獲得金牌。

## 外部連結
- 活着的“周总理”—王铁成
- 王铁成：努力为生 努力为死